# Mas dels Frares (Aiòder)
El Mas dels Frares (Masía los Frailes, en castellà) és una edificació en ruïnes ubicada al cim del coll dels Frares, al terme municipal d'Aiòder, a l'Alt Millars. Es troba molt a prop del límit amb el terme de Fanzara i també de l'alt de la Mola, fins on arriba el terme de Suera, municipi de la Plana Baixa.

## Història
Tot i no existir documentació al respecte, la tradició oral assegura que aquest mas fou, en el passat, un oratori on residien dotze eremites. El ben segur és que a finals del segle xix va ser adquirit per uns masovers de Xodos, la família dels quals el regentà fins a la dècada del 1960. Posteriorment va ser venut a una propietària de Mosquerola, i en els anys '90 es va convertir en una ramaderia de bous. En l'actualitat, presenta greus problemes estructurals i gran part de l'edifici ja s'ha enrunat.
Durant alguns dies de juliol de 1936 el mas dels Frares va ser el refugi d'Antonio Martí Olucha, diputat de Dreta Regional Valenciana a les Corts de la Segona República Espanyola, perseguit per la seua ideologia.

## Estructura

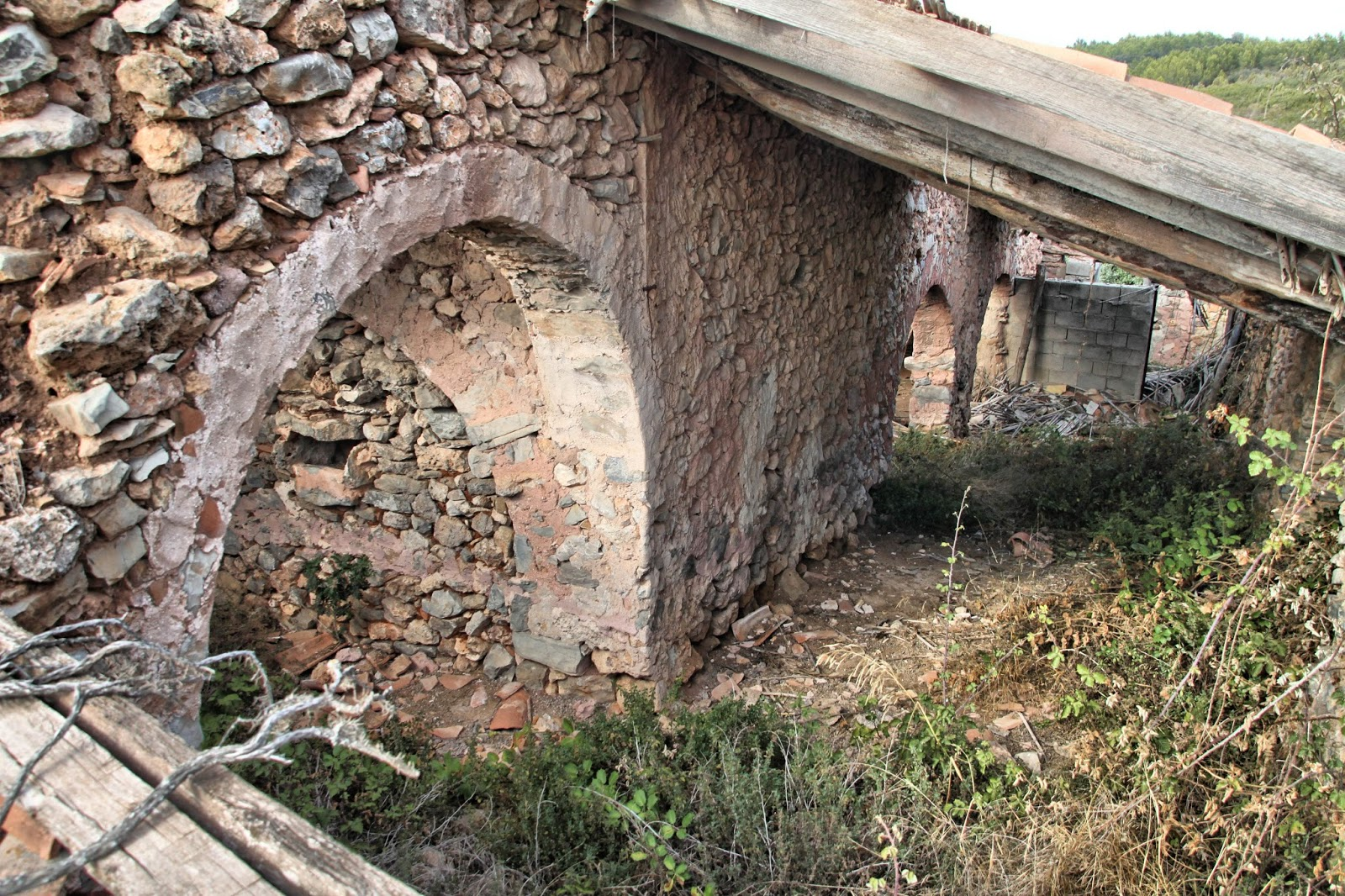
Corral del mas dels Frares

El complex del mas dels Frares està dividit en quatre parts:
- L'edifici principal, o habitatge, del qual és a destacar la cuina, que encara conserva la seua gran xemeneia.
- El graner, del que només queden les parets.
- El pati, envaït per la vegetació.
- El corral, que conserva arcs de mig punt.

Al sud de les edificacions, encara és identificable l'era. El que pràcticament és impossible determinar és la localització de la capella del mas, on fins a la dècada del 1970 hi va haver dues antigues imatges religioses de fusta, desaparegudes en l'actualitat.